# Dictador (Antigua Roma)

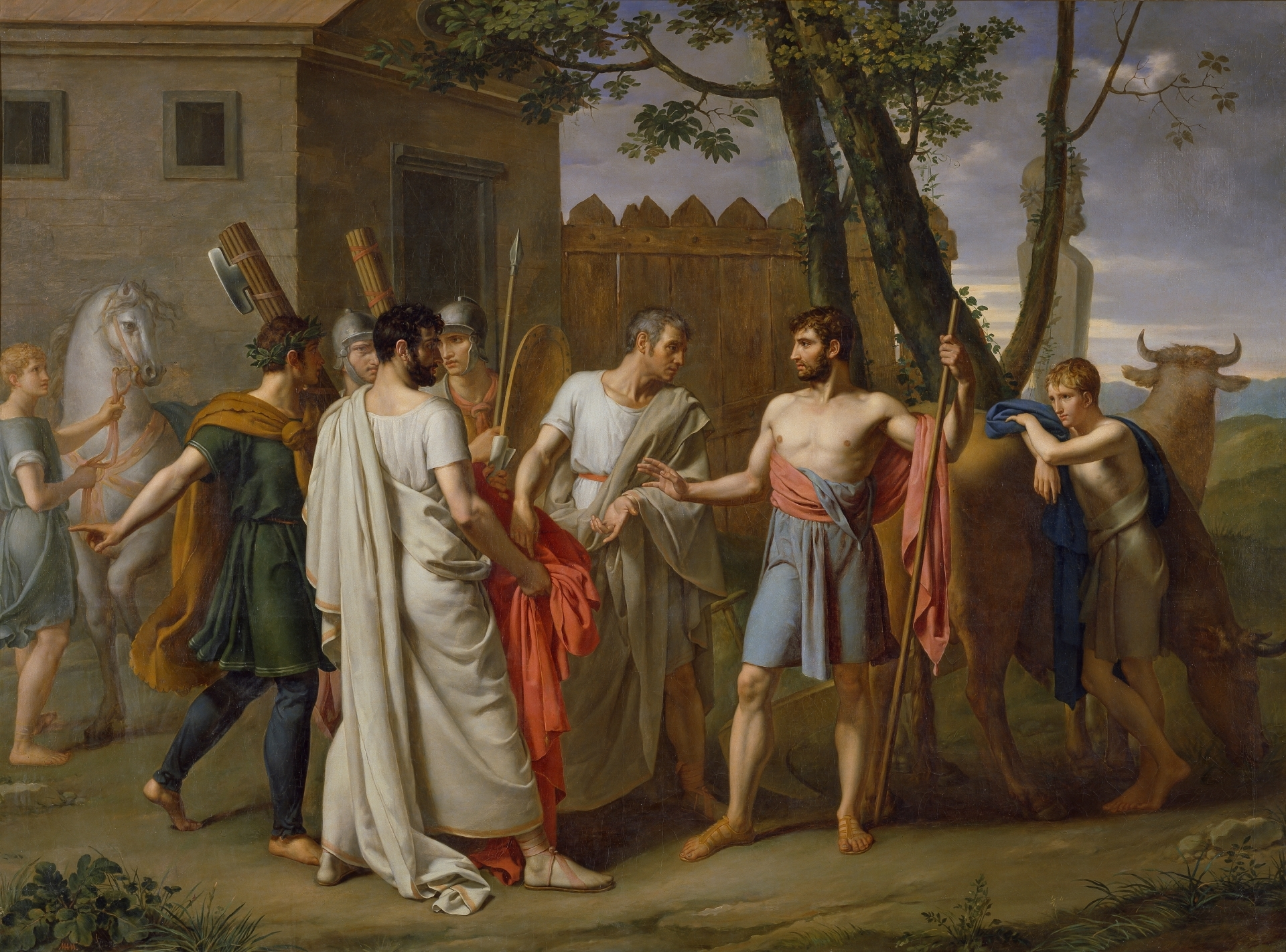
Cuadro, obra de Juan Antonio Ribera, representando el momento en que varios senadores, en representación del pueblo romano, acuden en busca de Cincinato para nombrarle dictador de Roma y hacer frente a los pueblos que amenazaban la ciudad.

Un dictador era un magistrado de la República romana al que se le confería la plena autoridad del Estado para hacer frente a una emergencia militar o para emprender una tarea específica de carácter excepcional. Los demás magistrados estaban subordinados a su imperium y la posibilidad de que los tribunos de la plebe vetaran sus acciones o de que el pueblo apelara contra ellas era muy limitada. Sin embargo, para evitar que la dictadura amenazara al propio Estado, se impusieron importantes limitaciones a sus poderes: un dictador solo podía actuar dentro de la esfera de autoridad a la que estaba destinado y estaba obligado a renunciar a su cargo una vez cumplida la tarea que se le había encomendado, o al cabo de seis meses. Se nombraron dictadores con frecuencia desde los primeros tiempos de la República hasta la segunda guerra púnica, pero la magistratura quedó en suspenso durante más de un siglo, hasta que fue restablecida en una forma significativamente modificada, primero por Sila y luego por Julio César. Este cargo se suprimió formalmente tras la muerte de César y no se restableció bajo el Imperio.

## Origen
Con la abolición de la monarquía romana en 509 a. C., el imperium o poder ejecutivo del rey se dividió entre dos magistrados elegidos anualmente, conocidos como praetores y que con el tiempo se les conocería como cónsules, aunque probablemente no hasta la creación de la pretura en el año 367 a. C. Un cónsul no era superior al otro y las decisiones de uno podían ser apeladas por el otro (provocatio). Sus insignias eran la toga praetexta y la sella curulis, y estaban acompañados por una escolta de lictores, cada uno de los cuales portaba el fasces, un haz de varas rematado por una segur o hacha, a pesar de que era costumbre que los lictores tenían que quitar las hachas de sus fasces dentro del pomerium, el límite sagrado de Roma, para simbolizar que el pueblo, y no los cónsules, eran los soberanos.
Después de varios años,  el temor de una guerra inminente tanto contra los sabinos como contra la Liga latina, junto con la sospecha generalizada de que uno o ambos cónsules estaban a favor de la restauración de la monarquía, condujo a la solicitud para que se nombrara a un praetor maximus, o dictator ('el que da las órdenes'), puesto muy parecido a la magistratura suprema de las otras ciudades latinas. Según la mayoría de las fuentes, el primer dictador fue Tito Larcio en el año 501 a. C., quien nombró a Espurio Casio su magister equitum.
Aunque hay indicios de que en una época anterior pudo haberse utilizado el término praetor maximus, el título oficial del dictador a lo largo de la historia de la República fue magister populi. Su lugarteniente era el magister equitum ('maestro del caballo', es decir, de la caballería). Sin embargo, el uso del término dictator para referirse al magister populi parece haber sido una práctica generalizada desde los primeros tiempos.

## Nominación
El nombramiento de un dictador requería tres trámites: primero, el Senado romano debía emitir un decreto conocido como senatus consultum, autorizando a uno de los cónsules a designar (dicere) a un dictador. Técnicamente, un senatus consultum era de carácter consultivo y no tenía fuerza de ley, pero en la práctica casi siempre se cumplía. Cualquiera de los dos cónsules podría nominar a un dictador. Si ambos cónsules estaban disponibles, el dictador se elegía de común acuerdo; si no podían ponerse de acuerdo, los cónsules echaban a suertes la responsabilidad. Finalmente, la comitia curiata debía atribuirle el imperium al dictador mediante la aprobación de una disposición conocida como lex curiata de imperio.
Un dictador podía ser nominado por diferentes razones, o causa. Las tres más comunes eran rei gerundae causa ('para que así se haga'), utilizada en el caso de dictadores designados para ejercer un mando militar contra un enemigo específico; comitiorum habendorum causa ('celebración de comitia, o elecciones') cuando los cónsules no podían hacerlo; y clavi figendi causa, un importante rito religioso que consistía en clavar un clavo en la pared del templo de Júpiter Óptimo Máximo como protección contra la peste.
Otros motivos podían ser seditionis sedandae causa ('para sofocar la sedición'); ferarium constituendarum causa ('establecer una fiesta religiosa') en respuesta a un terrible presagio;); ludorum faciendorum causa ('celebrar los Ludi romani') o «Juegos romanos», una antigua fiesta religiosa; quaestionibus exercendis ('investigar ciertas acciones'); y en un caso extraordinario, senatus legendi causa, para reponer los escaños del Senado después de la batalla de Cannas. Estas razones se podían combinar (seditionis sedandae et rei gerundae causa), pero no siempre se registran o se declaran claramente por las autoridades de la antigüedad y por lo tanto son deducidas.
En los primeros tiempos era habitual nombrar a alguien a quien el cónsul consideraba el mejor comandante militar disponible; a menudo se trataba de un antiguo cónsul, pero no era obligatorio. Sin embargo, a partir del año 360 a. C., los dictadores generalmente eran consulares. Normalmente solo había un dictador a la vez, aunque se podía nombrar un nuevo dictador tras la dimisión de otro. Un dictador podía ser obligado a dimitir de su cargo sin cumplir con su tarea o con su mandato si se descubría que había faltado a los auspicios bajo los cuales había sido nominado.

## Insignias
Como otros magistrados curules, el dictador tenía derecho a la sella curulis y a lucir la toga praetexta. Se le asignaba un cuerpo de guardaespaldas ceremonial único en la tradición romana, veinticuatro lictores que indicaban su poder casi real, aunque era más una concentración de la autoridad consular que un renacimiento limitado de la realeza.
En una notable excepción a la reticencia romana a restituir los símbolos de los reyes, los lictores del dictador nunca quitaban las hachas de sus fasces, ni siquiera dentro del pomerium. Las hachas de los lictores de un dictador simbolizan su poder sobre la vida y la muerte y lo distinguían de los demás magistrados. En un extraordinario gesto de deferencia, los lictores de otros magistrados no podían portar los fasces cuando comparecían ante el dictador.
Como era costumbre que los reyes se presentaran a caballo, este derecho estaba prohibido al dictador, a menos que recibiera permiso de la comitia.

## Poderes y límites

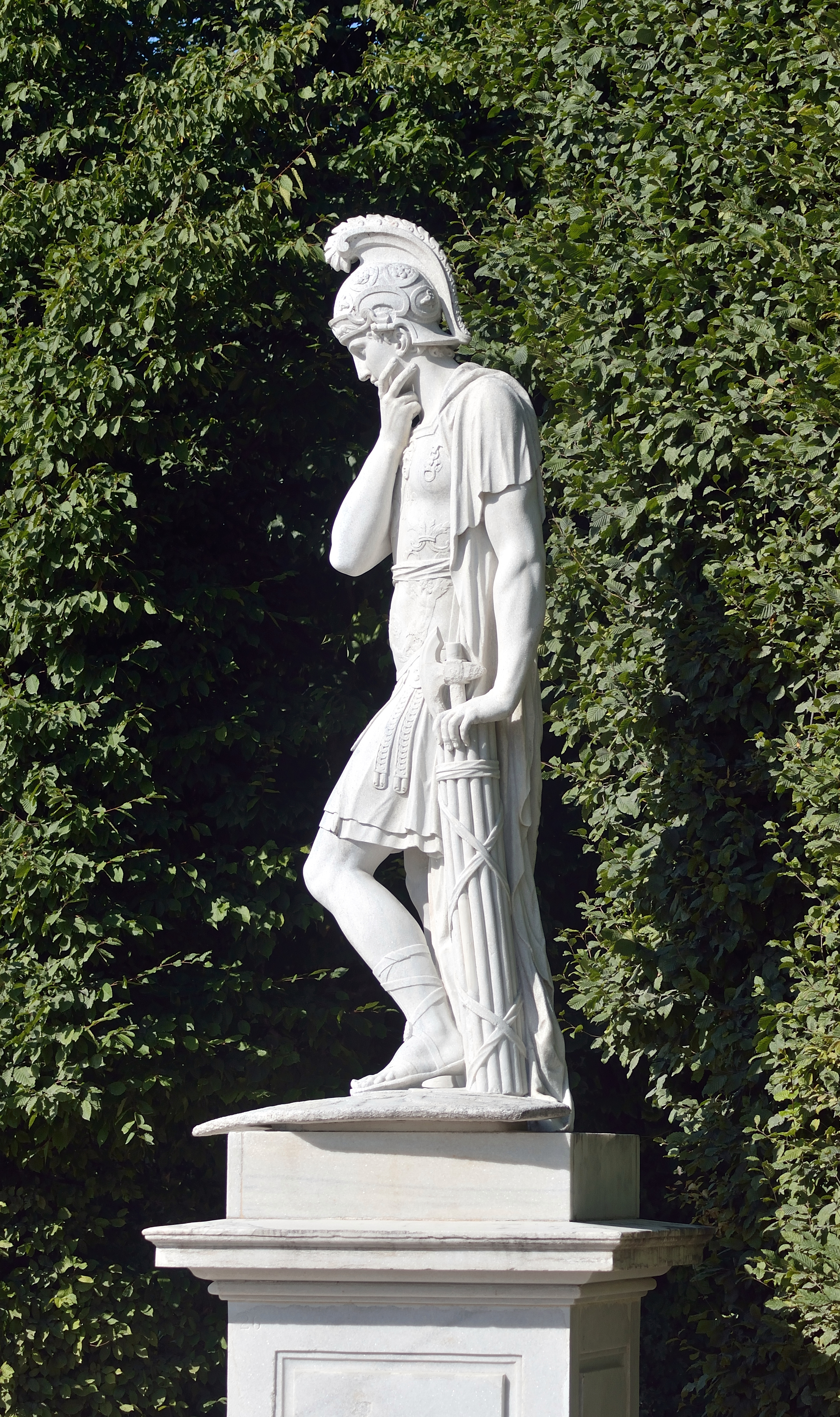
Quinto Fabio Máximo, nombrado dictador en dos ocasiones.

Además de ejercer el mando militar y llevar a cabo las acciones para las que fue nombrado, también podía convocar y presidir cualquiera de las asambleas legislativas del pueblo romano, incluido el Senado. La extensión del poder dictatorial era considerable, pero no ilimitada, ya que estaba limitada por las condiciones de su nombramiento, así como por el desarrollo de las tradiciones del derecho romano y no podía elaborar leyes (aunque sí aprobar decretos), y dependía en gran medida de la capacidad del dictador para trabajar junto con otros magistrados. Las limitaciones concretas de su poder no estaban claramente definidas y fueron objeto de debate, contención y especulación a lo largo de la historia de Roma.
Para la consecución de su causa, la autoridad del dictador era casi absoluta. Sin embargo, por regla general no podía sobrepasar el mandato para el que había sido nombrado; así, un dictador designado para convocar unas comitia no podía asumir un mando militar contraviniendo la voluntad del Senado. Sin embargo, el Senado podría requerir a un dictador que ejerciera una función distinta a la anunciada públicamente. Algunos dictadores nombrados para un mando militar también desempeñaron otras funciones, como celebrar unas comitia, pero presumiblemente lo hicieron con el consentimiento del Senado.
El imperium de los demás magistrados no quedaba anulado por el nombramiento de un dictador. Seguían desempeñando las funciones de su cargo, aunque sujetos a la autoridad del dictador, y permanecían en el puesto hasta la expiración de su mandato anual, momento en el que por lo general el dictador había cesado en sus funciones.
 Por lo general los dictadores eran cónsules y no está claro si el imperium de un dictador podría extenderse más allá del consulado para el que fue nombrado; Theodor Mommsen consideraba que su imperium terminaba al tiempo que su consulado, pero otros autores opinan que podría continuar más allá del final del año civil y de hecho hay varios ejemplos en los que un dictador parece haber iniciado un nuevo año sin ningún cónsul, aunque algunos estudiosos dudan de la autenticidad de estos «años dictatoriales».
Inicialmente el poder de un dictador no estaba sujeto ni a la provocatio, ni al derecho a apelar la decisión de un magistrado, ni a la intercessio, el veto de los tribunos de la plebe. Sin embargo, la lex Valeria, que establecía el derecho de apelación, no quedaba derogada por el nombramiento de un dictador y en el año 300 a. C. incluso el dictador fue objeto de provocatio, al menos en la ciudad de Roma. También hay evidencia de que el poder de los tribunos plebeyos no quedaba totalmente anulado por las órdenes del dictador y, en el año 210 a. C., los tribunos amenazaron con impedir las elecciones convocadas por el dictador Quinto Fulvio Flaco a menos que aceptara retirar su nombre de la lista de candidatos al consulado.
Se esperaba que un dictador renunciara a su cargo una vez concluida con éxito la tarea para la que había sido nombrado, o al cabo de seis meses. Se pretendía que esta importante limitación impidiera que la dictadura se acercara demasiado al poder absoluto de los reyes romanos. Pero es posible que se haya prescindido de la limitación de seis meses cuando el Senado lo consideró oportuno; no se conocen cónsules durante los años 333, 324, 309 y 301, y hay constancia de que el dictador y el magister equitum continuaron en el cargo sin que hubiese ningún otro cónsul.
Dada la propia naturaleza de esta magistratura, la mayoría de los expertos sostienen que a un dictador no se le podían exigir responsabilidades por sus actos después de finalizar su cargo, por lo que el procesamiento de Marco Furio Camilo por apropiarse indebidamente del botín de la ciudad etrusca de Veyes es excepcional, como tal vez fue el de Lucio Manlio Capitolino en el año 362, que fue depuesto solo porque su hijo, Tito, amenazó la vida del tribuno que había emprendido la acusación. Sin embargo, algunos estudiosos sugieren que el dictador solamente estaba libre de enjuiciamiento durante su mandato y que teóricamente podría ser citado para responder a cargos de corrupción.

## Magister equitum
El lugarteniente del dictador era el magister equitum. Lo designaba inmediatamente después de su propio nombramiento y, a menos que el senatus consultum especificara el nombre de la persona que debía ser designada, el dictador era libre de elegir a quien quisiera. Era costumbre que el dictador nombrara un magister equitum aunque fuera nombrado por una causa no militar. Antes de la llegada de César, el único dictador que se negó a nombrar a un lugarteniente fue Marco Fabio Buteón en el año 216 a. C. (quien de hecho se oponía enérgicamente a su propia nominación, porque ya había un dictador que ejercía el mando militar.
Al igual que el dictador, el magister equitum era un magistrado curul, con derecho a la toga praetexta y a la sella curulis. Su imperium era equivalente al de un pretor y estaba escoltado por seis lictores, la mitad del número concedido a los cónsules. Pero al igual que el dictador, podía convocar al Senado y probablemente también a las asambleas populares. Su autoridad no estaba sujeta a revocación, aunque si el dictador se veía obligado a dimitir por un fallo de sus auspicios también se esperaba que dimitiera su lugarteniente, y cuando el dictador dejaba su imperium, también lo haría el magister equitum.
En teoría era el comandante de la caballería, pero no se limitaba a ese cometido. El dictador y su lugarteniente no siempre actuaban juntos; en algunos casos, al magister equitum se le asignaba la defensa de la ciudad mientras que al dictador se le asignaba un ejército en el frente, mientras que en otras ocasiones el dictador permanecía en Roma para ocuparse de alguna tarea importante y le confiaba a su lugarteniente el mando del ejército. El magister equitum estaba forzosamente a las órdenes del dictador, aunque esto no siempre evitó que los dos estuvieran en desacuerdo.

## Declive
Durante los dos primeros siglos de la República, la dictadura fue un medio expeditivo que permitía, salvaguardando la Constitución romana, crear con rapidez una magistratura poderosa para hacer frente a situaciones excepcionales. Creada inicialmente para emergencias militares, el cargo también podría utilizarse para reprimir la sedición e impedir que la creciente plebe obtuviera un mayor poder político. En el conflicto de los órdenes se podía contar con su apoyo a la nobleza romana, ya que los dictadores siempre fueron patricios, nombrados por cónsules que eran exclusivamente patricios. Después de que la lex Licinia Sextia estipulara que uno de los dos cónsules anuales fuera plebeyo, se designó a una serie de dictadores para que celebraran elecciones, con el aparente objetivo de elegir a dos cónsules patricios, contraviniendo esta ley.
Después de la segunda guerra samnita, la dictadura se limitó casi exclusivamente a actividades domésticas. No se nombró a ningún dictador durante la tercera guerra samnita, y la limitación de seis meses de sus poderes hizo que la dictadura fuera poco práctica durante las campañas fuera de la península itálica. Cuando invadió Sicilia en 249 a. C., Aulo Atilio Calatino se convirtió en el único dictador que comandó un ejército fuera de Italia y fue el único dictador que tuvo mando militar durante la primera guerra púnica. Los últimos dictadores que dirigieron un ejército sobre el terreno fueron Quinto Fabio Máximo Verrucoso en el año 217 y Marco Junio Pera al año siguiente, durante las primeras fases de la segunda guerra púnica. Todos los dictadores nombrados durante ese conflicto permanecieron en Roma para celebrar comitia; el último dictador nombrado de la manera tradicional y constitucional fue Cayo Servilio Gémino, en el año 202 a. C.

## Las dictaduras de Sila y César

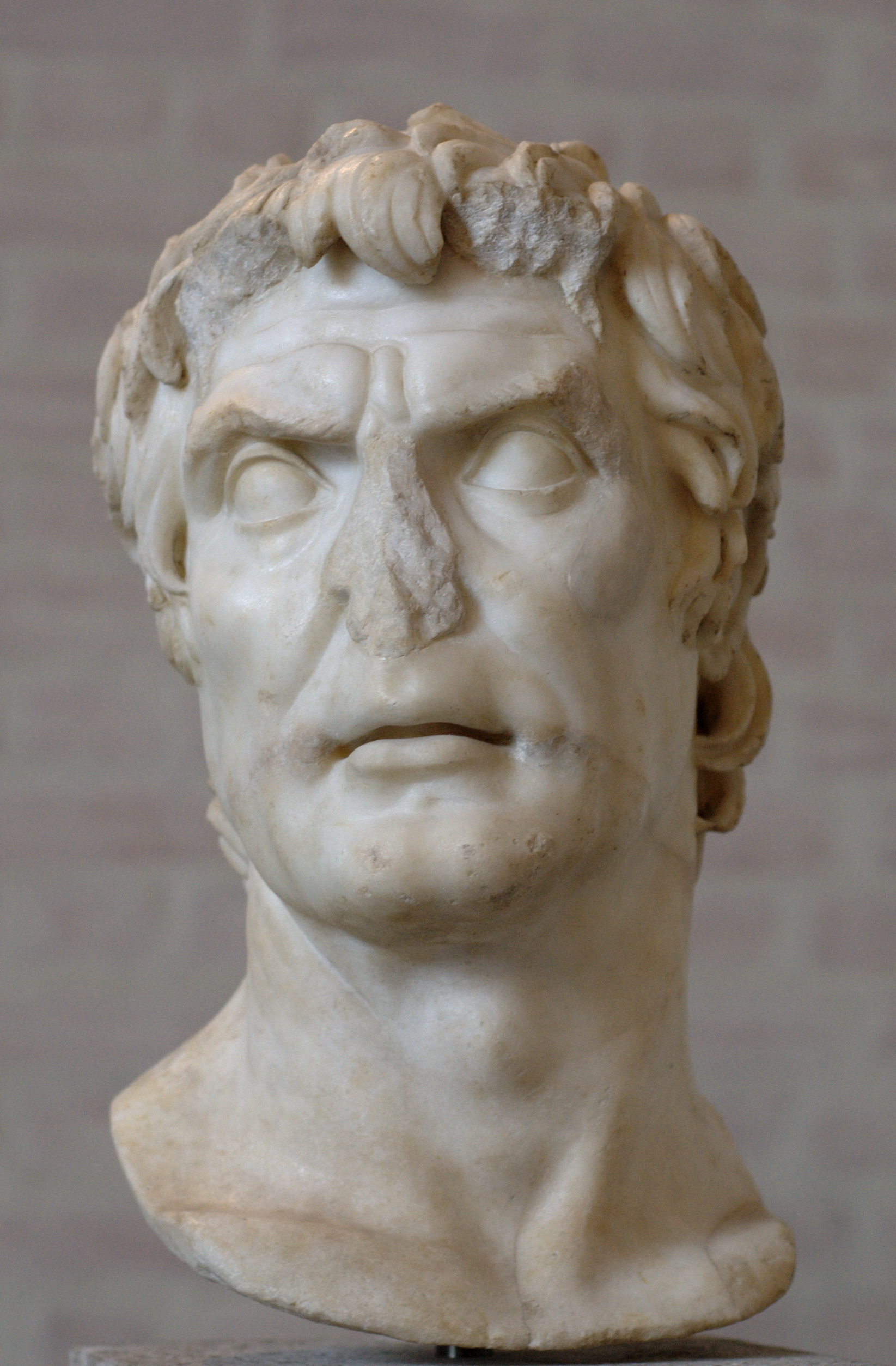
Busto presuntamente del dictador romano Lucio Cornelio Sila.

Con el tiempo y la evolución social y política de la República y con los cambios introducidos, como quedar sujeta al veto de los tribunos y la apelación al pueblo, la dictadura entró en un progresivo declive y, a finales del período republicano, se hizo un uso distorsionado y manipulado de sus orígenes iniciales. Los magistrados y promagistrados ordinarios de Roma llevaron a cabo con éxito todas las campañas militares romanas, sin necesidad de un dictador y el cargo cayó en desuso. Pero en 82 a. C., la dictadura fue repentinamente restablecida por Sila.
Sila, que ya era un general de éxito, había marchado sobre Roma y tomado la ciudad para arrebatarles el control a sus rivales políticos seis años antes; pero tras permitir la elección de magistrados para el año 87 a. C. y partir para combatir en el este, sus enemigos regresaron. En el año 83 se fijó como objetivo la recuperación de Roma y tras derrotar a sus opositores de forma decisiva al año siguiente, el Senado y el pueblo lo nombraron dictator legibus faciendis et rei publicae constituendae, confiriéndole así a Sila el poder de reescribir la constitución romana, sin ningún tipo de límite de tiempo.
Las reformas de la constitución de Sila duplicaron el número de escaños del Senado, de 300 a 600, cubriendo estos puestos entre sus partidarios. Luego impuso importantes límites al poder de los tribunos, restringiéndoles el veto y prohibió a los extribunos el acceso a las altas magistraturas. Aunque renunció a la dictadura en el año 81 y ocupó el cargo de cónsul en el 80, para luego regresar a la vida privada, las acciones de Sila debilitaron al Estado romano y sentaron un precedente para la concentración de poder sin una limitación efectiva.
Tras más de 30 años sin nombrarse un dictador, en 49 a. C. el poder dictatorial se le otorgó a Julio César tras su retorno a Roma al terminar sus campañas en la Galia, iniciar la  segunda guerra civil y derrotar a los optimates  liderados por Pompeyo. Renunció a la dictadura después de sólo once días, una vez celebradas las comitia en las que él mismo fue elegido cónsul para el año siguiente. A finales del año 48 fue nombrado dictator rei gerundae causa con un mandato de un año y el poder de tribuno de la plebe por tiempo indefinido. Se aseguró del enjuiciamiento de dos tribunos que habían tratado de impedirlo y, al habérsele otorgado también poderes de censor, llenó el Senado con sus partidarios, elevando a 900 el número de senadores. En 47 a. C. fue nombrado dictador por un período de diez años. Poco antes de su asesinato en el año 44 a. C., César fue nombrado dictador vitalicio dictator perpetuo rei publicae constituendae y se le otorgó el poder de nombrar magistrados a su voluntad.

## Abolición
El asesinato de César fue llevado a cabo por conspiradores que se presentaron como salvadores de la República. Con el fin de mantener el apoyo popular, los seguidores de César se esforzaron por mostrar su propio compromiso con la preservación del régimen romano. Un mes después del asesinato, Marco Antonio, que había sido el magister equitum de César en el año 47 a. C., propuso una serie de leyes que confirmaban las actuaciones de César, pero que establecían la abolición formal de la dictadura. Estas disposiciones se conocen como leges Antoniae.
En el año 23 a. C., cuando Augusto, sobrino y heredero de César, asumió el control total del Estado, el Senado se ofreció a nombrarlo dictador, pero se negó, aceptando en cambio el imperium proconsular y el poder de tribuno de por vida. Así, Augusto conservaba la apariencia de respetar el régimen republicano, aun cuando se arrogaba la mayoría de los poderes del Estado romano.  Siguiendo su ejemplo, ninguno de los emperadores que le sucedieron adoptó nunca el título de dictador. Cuando Constantino I decidió revivir el antiguo concepto de comandante de infantería, le asignó el nombre de magister peditum en lugar de magister populi, el título oficial del dictador.